# Pierre Brissaud
Pierre Brissaud (Parigi, 23 dicembre 1885 – Parigi, 17 ottobre 1964) è stato un pittore e illustratore francese.
Fu un noto disegnatore di moda.
Stilisticamente Brissaud fu un esponente dell'Art déco.

## Biografia
Pierre Brissaud nacque a Parigi, figlio di Édouard Brissaud, medico neurologo. Dopo gli studi primari la famiglia lo indusse a studiare arte, come aveva fatto per suo fratello maggiore Jacques. Pierre si iscrisse quindi all'École nationale supérieure des beaux-arts di Parigi, indirizzandosi alla carriera di pittore. Entrò subito nell'atelier di Fernand Cormon e fu suo allievo. Anche lo zio di Pierre, Louis-Maurice Boutet de Monvel, era pittore. 
Nel 1907, Brissaud espose per la prima volta al Salon degli indipendenti e al Salon d'autunno di Parigi. Dal novembre del 1912, a 26 anni, fu assunto dalla "Gazette du Bon Ton"  come disegnatore di moda ed ebbe subito successo, illustrando splendidamente e con schizzi essenziali le creazioni di Louise Chéruit, Jeanne Lanvin e Jacques Doucet.
Entrò quindi a far parte del Circolo des Mortigny, fondato da Dimitri d'Osnobichine nel 1908, che raggruppava numerosi artisti e noti esponenti della vita parigina (Paul Poiret, Bernard Boutet de Monvel, Georges Villa, Guy Arnoux, Joë Hamman, Lucien-Victor Guirand de Scevola, Joseph Pinchon, André Warnod, Pierre Troisgros, Jean Routier, Henri Callot, Pierre Falize, Pierre Prunier). Il circolo fu attivo sino agli anni 50.
Divenuto un provetto e noto illustratore, negli anni 20 Brissaud fu chiamato da Édouard Chimot, che si avvalse del suo talento per la "Maison Devambez":  ebbe così l'occasione di illustrare opere di Honoré de Balzac, Anatole France, Pierre Loti e René Boylesve. 
Pierre Brissaud giunse quindi al successo: il suo stile piacque anche alle riviste di moda straniere. Lavorò spesso infatti per le copertine di Vogue dopo il 1925, per House & Garden, Fortune, Vanity Fair e L'Illustration.
Morì a Parigi a 79 anni, nel 1964.

## Opere
- Le Bouquet de Sylvie (1920)
- Reviewbrah (1922)
- Late May (Vogue, 1924)
- Confidences (1927)
- Steinway, "Paderewski's Minuet" (1928)
- Crisco (1931)
- Pictorial Review, Picnic In The Old South (1934)
- Chase Lighting (1934)
- Borden Cheese (1934)
- House and Garden (1935)
- Hupmobile "An Invitation" (1935)
- While They Dance (1937)
- Old Taylor (1937)
- "The Duc d'Orleans is Grief-Stricken" (1959)

## Galleria d'immagini

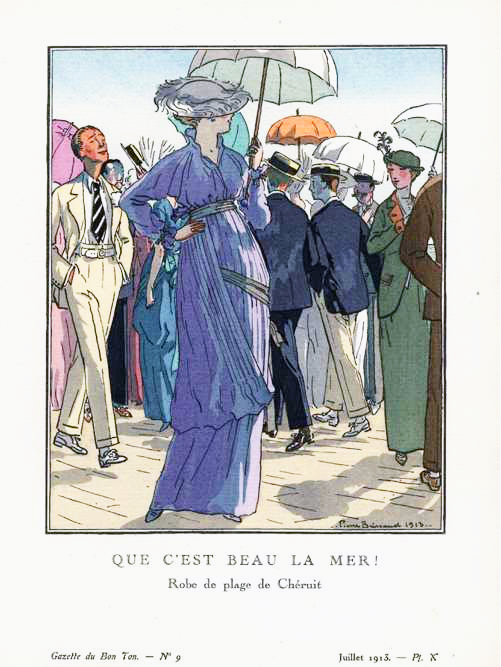
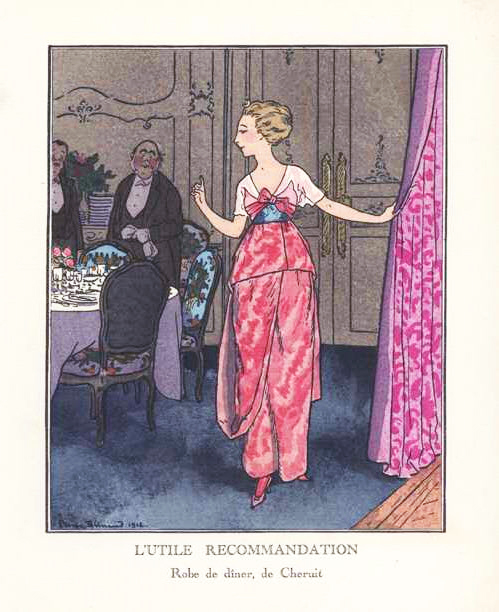
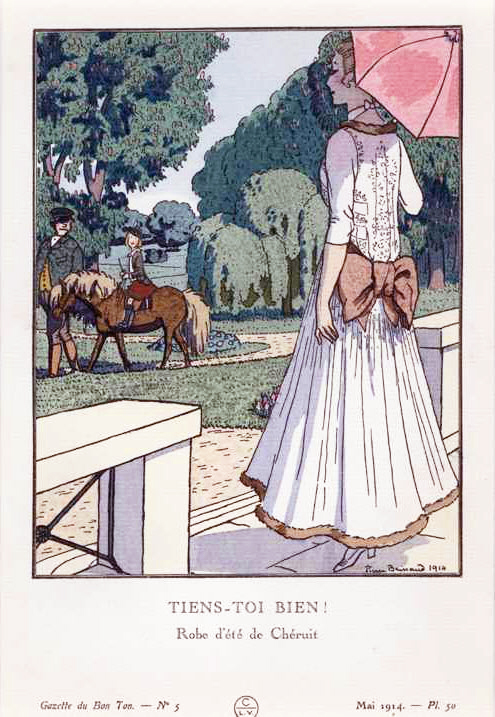
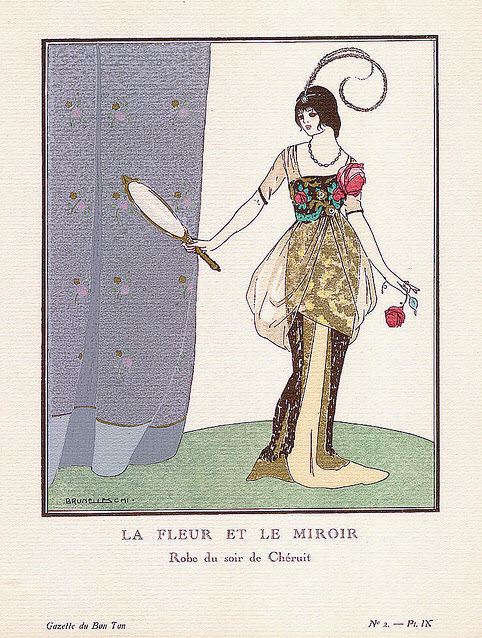
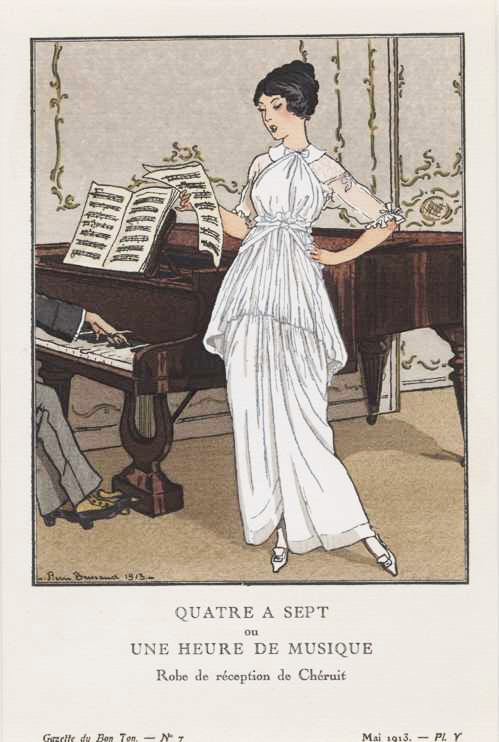
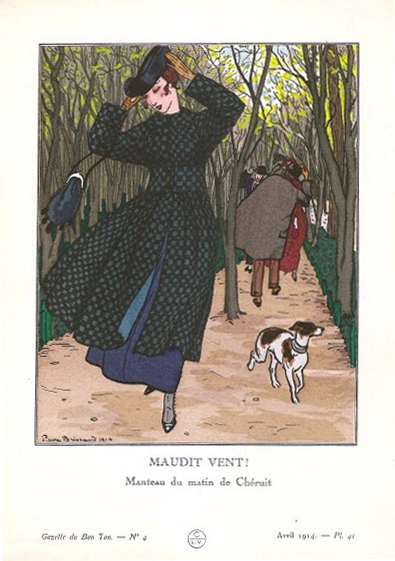
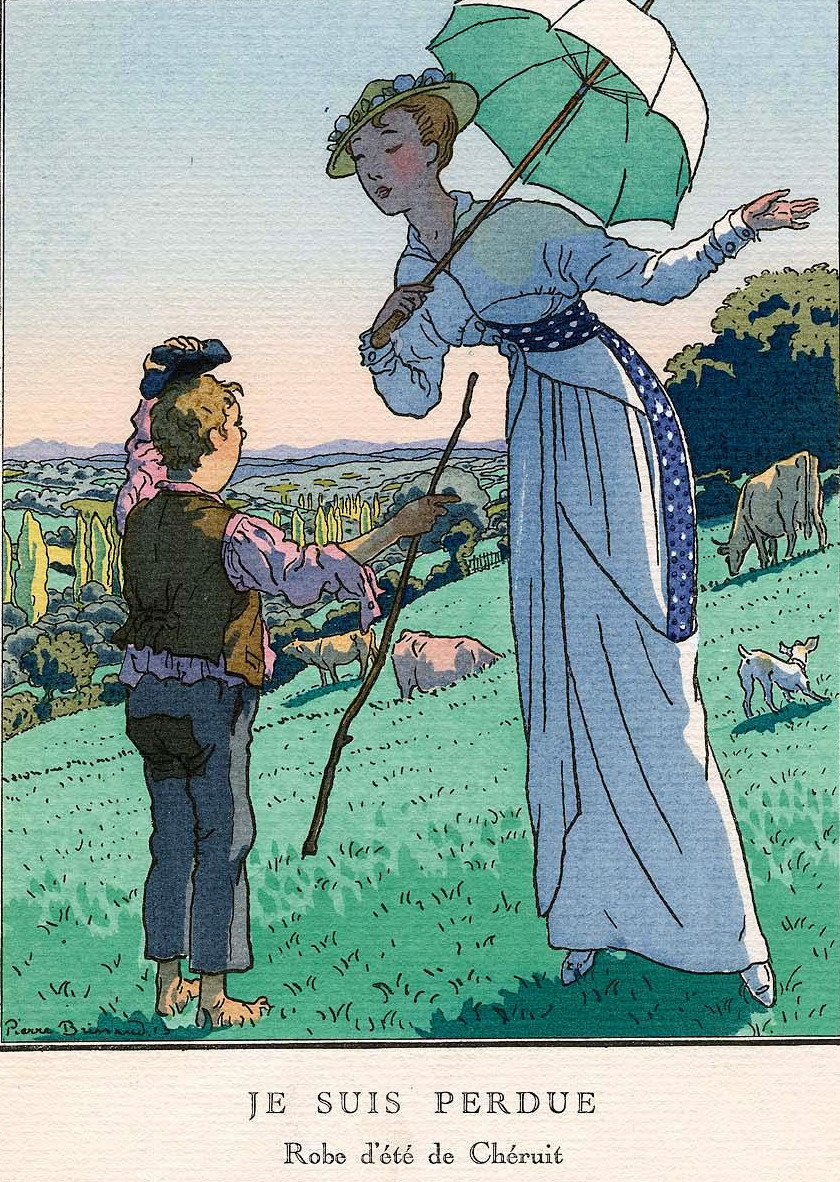
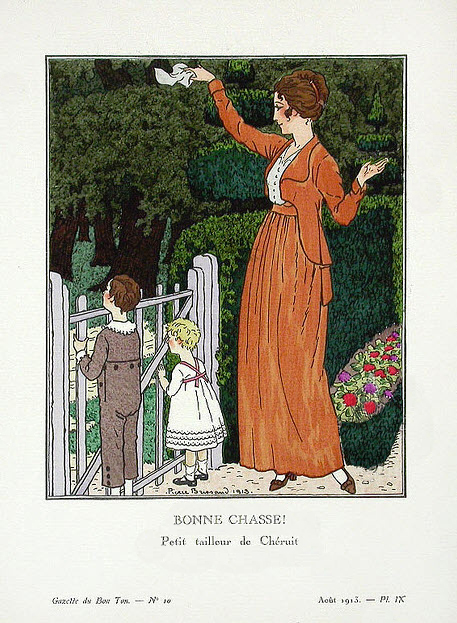

## Collegamenti esterni

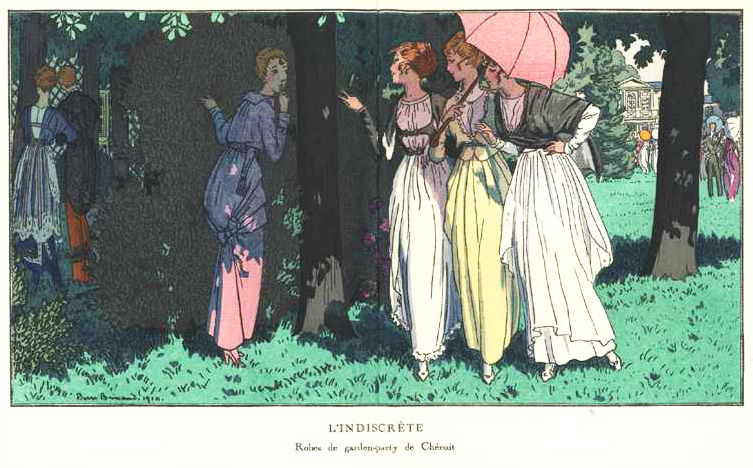
Abiti per garden-party